# Muromer Schwein
Das Muromer Schwein (russisch Муромская, transkribiert Muromskaja) ist eine Mehrnutzungsschweinerasse aus Russland.

## Zuchtgeschichte
Die Zucht entstand nahe Murom in der Oblast Wladimir, indem einheimische Sauen mit Ebern der Rassen Litauisches Weißschwein und Large White gekreuzt wurden. Verantwortliche Zuchtleiter waren A. P. Redkin und I. A. Sawitsch. 1957 wurde die Rasse offiziell anerkannt.

## Charakteristika
- Farbe weiß
- Konstitution und Körperbau ähnlich dem Large White
- Kopf leicht und leicht aufgewölbt
- Ohren mäßig groß und nach vorne hängend
- Brust breit und tief
- Rücken gerade und breit
- Beborstung dicht und über den ganzen Körper verteilt
- Gewicht Sauen 257 kg, Eber 314 kg
- Zeit bis 100 kg: 200 Tage

Es existieren 9 Eberlinien und 22 Sauenfamilien.

## Vorkommen
Das Muromer Schwein wird hauptsächlich in der Oblast Wladimir gehalten. Die Hauptzucht erfolgt in der Staatszuchtfarm Objedinenje. 1980 zählte die Rasse 12.000 reinrassige Tiere.